# District de Layyah
Le district de Layyah ou Leiah (en ourdou : ضلع ليہ) est une subdivision administrative de la province du Pendjab au Pakistan. Constitué autour de sa capitale Layyah, le district est entouré par le district de Bhakkar au nord, les districts de Jhang et Khanewal à l'est, le district de Muzaffargarh au sud et enfin les districts de Dera Ghazi Khan et Dera Ismail Khan à l'ouest, ce dernier étant inclus dans la province voisine de Khyber Pakhtunkhwa.
Créé en 1982, le district se situe dans le sud-ouest rural et pauvre de la province du Pendjab. Pourtant en partie compris dans le désert de Thal, la population vit principalement de l'agriculture grâce à un important réseau d'irrigation qui permet une production variée.

## Histoire
La région de Layyah a été sous la domination de diverses puissances au cours de l'histoire. Elle a notamment été conquise par l'Empire sikh puis est incluse dans le Raj britannique en 1849. Lors de l'indépendance vis-à-vis de l'Inde en 1947, la population majoritairement musulmane soutient la création du Pakistan. De nombreuses minorités hindoues et sikhes quittent alors la région pour rejoindre l'Inde, tandis que des migrants musulmans venus d'Inde s'y installent.
Le district a eu une histoire administrative mouvementée. Il est à la base intégré, en tant que simple tehsil, au district de Dera Ismail Khan par les Britanniques. En 1901, le tehsil de Layyah est intégré au district de Mianwali puis plus tard au district de Muzaffargarh. Enfin, en 1982, le tehsil est élevé au rang de district.

## Géographie et climat
Le district est principalement constitué de plaines et surtout du désert du Thal. Les forêts constituent 139 kilomètres carrés de la surface du district, soit juste un peu plus de 2 %. À l'ouest, on trouve le fleuve Indus et à l'est, la rivière Chenab. Ces deux cours servent à l'irrigation des cultures, notamment dans le désert. Le climat est semi-aride : l'été est particulièrement chaud, avec des températures montant jusqu'à 53 degrés et l'hiver est relativement froid, du fait de la proximité de montagnes.

## Démographie
Lors du recensement de 1998, la population du district a été évaluée à 1 120 951 personnes, dont environ 13 % d'urbains, contre 33 % au niveau national. Le taux d'alphabétisation était de 39 % environ, dont 53 pour les hommes et 23 pour les femmes, pour une moyenne nationale de 44 %.
Le recensement suivant mené en 2017 pointe une population de 1 824 230 habitants, soit une croissance annuelle de 2,59 %, supérieure aux moyennes provinciale et nationale de 2,13 % et 2,4 % respectivement. Le taux d'urbanisation monte à 18 %.
La quasi-totalité de la population du district parle le pendjabi. Les deux dialectes locaux les plus courants sont le thalochi et le majhi, avec respectivement 70 % et 20 % de la population qui le parle. Le thalochi est notamment originaire du district et du désert du Thal, donc principalement parlé dans les zones rurales. À l'inverse, le mahji est le dialecte standard du pendjabi, parlé ici dans les villes. On trouve par ailleurs quelques minorités parlant pachto.
Les musulmans constituent près de 98,7 % de la population du district, les chrétiens environ 1 % et les hindous 0,3 % en 1998.

## Administration

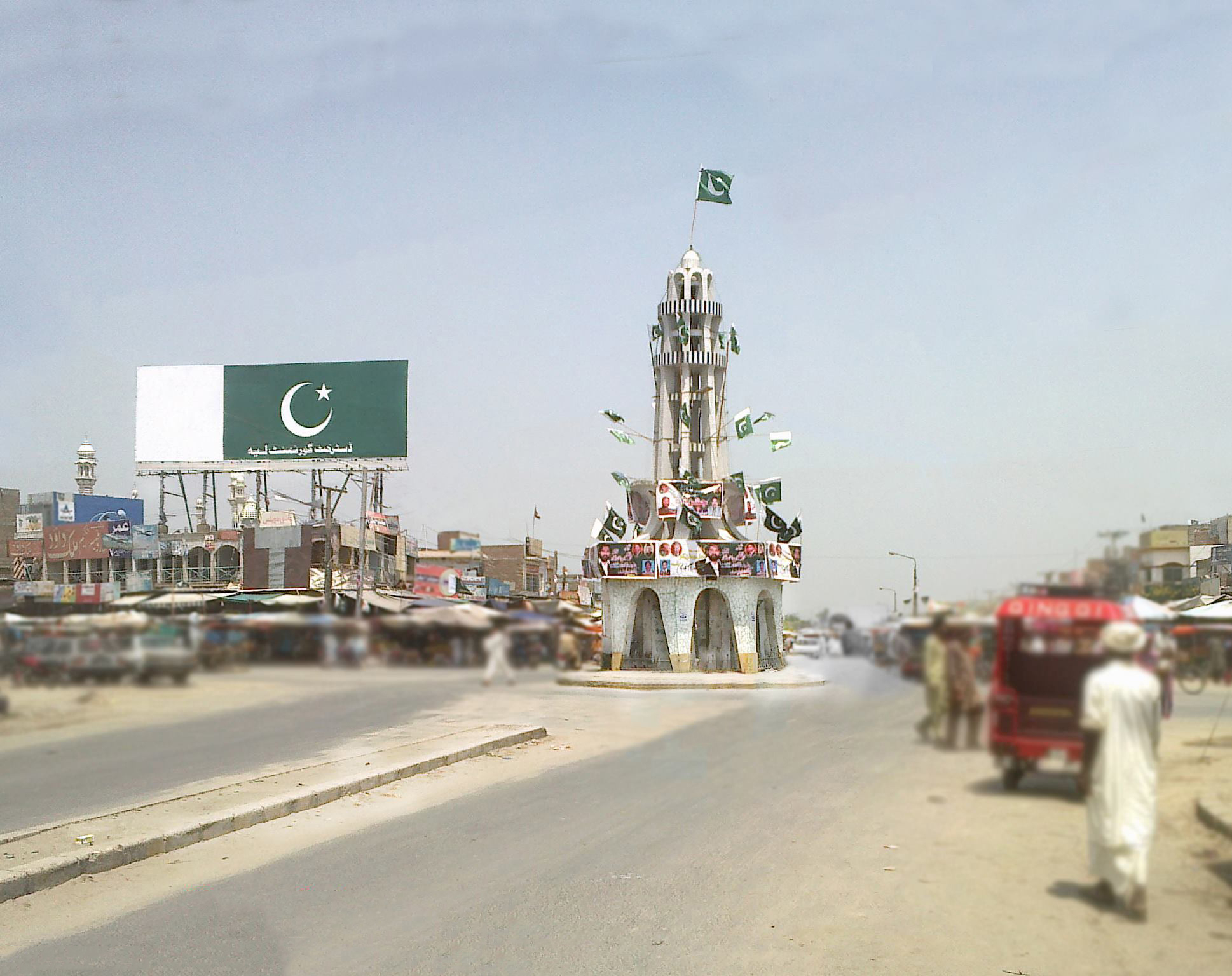
Vue de Chowk Azam, deuxième ville du district.

Le district est divisé en trois tehsils (Chaubara, Karor Lal Esan et Layyah) et 44 Union Councils.
Cinq villes dépassent les 30 000 habitants en 2017. La plus importante est la capitale Layyah, qui regroupait à elle seule près de 7 % de la population totale du district et 39 % de la population urbaine. Les cinq principales villes regroupent quant-à elles l'intégralité de la population urbaine, selon le recensement de 2017.
| Ville          | Population (rec. 2017) |
| -------------- | ---------------------- |
| Layyah         | 126 361                |
| Chowk Azam     | 67 499                 |
| Chaubara       | 48 275                 |
| Fatehpur       | 44 103                 |
| Karor Lal Esan | 35 267                 |

## Économie

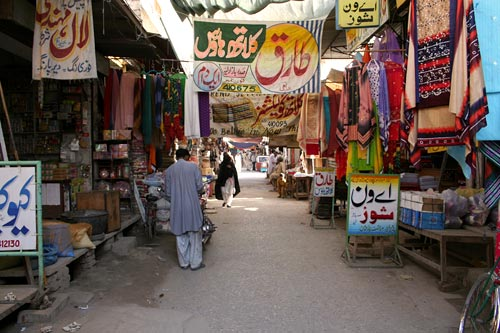
Un marché de Layyah.

La population principalement rurale du district vit surtout de l'agriculture. Les principaux produits cultivés sont la canne à sucre, le blé, le coton, les mangues, le citron, le melons, les dattes, les oignons, les patates et aussi le piment vert. L'agriculture est notamment permise grâce à un système d'irrigation hérité du Raj britannique et alimenté par deux cours d'eau importants : le fleuve Indus et la rivière Chenab.
Le district contient une gare, dans la capitale Layyah, sur la ligne de chemin de fer reliant Mianwali à Dera Ghazi Khan.

## Politique
De 2002 à 2018, le district est représenté par les cinq circonscriptions no 262 à 266 à l'Assemblée provinciale du Pendjab. Lors des élections législatives de 2008, elles sont remportées par trois candidats de la Ligue musulmane du Pakistan (N) et un du Parti du peuple pakistanais (PPP), et durant les élections législatives de 2013 elles ont été remportées par deux candidats de la Ligue (N), un du PPP, un du Mouvement du Pakistan pour la justice et un indépendant. À l'Assemblée nationale, il est représenté par les deux circonscriptions no 181 et 182. Lors des élections de 2008, elles ont été respectivement remportées par un candidat de la Ligue (N) et un de la Ligue musulmane du Pakistan (Q), et durant les élections de 2013 elles sont remportées par des candidats de la Ligue (N).
Avec le redécoupage électoral de 2018, Layyah est représenté par les deux circonscriptions no 187 à 188 à l'Assemblée nationale et par les cinq circonscriptions no 280 à 284 à l'Assemblée provinciale. Lors des élections de 2018, elles sont remportées par trois candidats du Mouvement du Pakistan pour la justice, une de la Ligue (N) et trois indépendants.
| Parti                                        | Voix (national) | %       | Élus nationaux | Élus provinciaux |
| -------------------------------------------- | --------------- | ------- | -------------- | ---------------- |
| Mouvement du Pakistan pour la justice        | 204 331         | 36,34 % | 2              | 1                |
| Ligue musulmane du Pakistan (N)              | 167 734         | 29,83 % | 0              | 1                |
| Parti du peuple pakistanais                  | 57 794          | 10,28 % | 0              | 0                |
| Tehreek-e-Labbaik Pakistan                   | 13 697          | 2,44 %  | 0              | 0                |
| Autres partis                                | 4 566           | 0,82 %  | 0              | 0                |
| Indépendants                                 | 114 208         | 20,31 % | 0              | 3                |
| Total exprimés (participation : 63,7 %)      | 562 330         | 100 %   | 2              | 5                |
| Source : Commission électorale du Pakistan,. |                 |         |                |                  |